# Petersburg (Oregon)
Petersburg az Amerikai Egyesült Államok északnyugati részén, Oregon állam Wasco megyéjében elhelyezkedő önkormányzat nélküli település.